# 黃文永
黃文永（英語：Huang Wenyong，1952年7月25日—2013年4月20日），新加坡華裔男演員，因在1984年新加坡廣播局（今新傳媒）電視劇《霧鎖南洋》中飾演何阿水一角而為人所知。

## 生平
黃文永在1952年7月25日出生於馬來亞聯合邦雪蘭莪州吉隆坡（今馬來西亞吉隆坡聯邦直轄區）。他高中畢業後，曾在吉隆坡的文良港中華小學擔任教師，教授華文、數學及體育。
1977年，黃文永加入新加坡廣播局，是首批到新加坡發展的馬來西亞演員，其首部參演的電視劇為1981年的《想入非非》。1984年，黃文永因參演電視劇《霧鎖南洋》中的何阿水一角而開始為人熟悉，並因此在新加坡獲得「第一代電視阿哥」的稱號。他在新加坡廣播局及其繼承者新加坡電視機構及新傳媒任職期間，曾經為其拍攝100多部電視劇。他自1994年獲入圍紅星大獎十大最受歡迎男藝人，但直至2011年才獲獎。他亦在紅星大獎1997獲頒特別成就獎，以及在紅星大獎2000中憑《敢敢做个开心人》獲頒最佳喜劇演員獎。他其後在紅星大獎2007獲頒藝人長青樹獎。
除了在新傳媒任職演員外，他亦曾灌錄兩張唱片，並曾主唱其主演的電視劇《絲路迷城》的主題曲。他也是新加坡廣播局農曆新年節目和1995年《總統星光慈善》的司儀。

## 個人生活
黃文永在1982年娶同為吉隆坡人的初戀女友為妻，育有一子一女，其中女兒黃美恩為自僱人士，在新加坡管理學院畢業後，於2014年開始經營郵遞生意，並曾在2015年為《男人幫》雜誌拍攝性感照片。
黃文永赴新加坡發展時持有馬來西亞國籍，直至2008年10月歸化新加坡籍。他亦是佛教徒。

## 逝世及身後致敬
黃文永在2012年罹患第四期淋巴癌，他在同年11月完成《戏剧情牵30》節目的拍攝工作後接受癌症治療。黃文永在翌年4月20日約傍晚五時在新加坡中央醫院逝世，享年60歲。其遺體在4月24日於潮州殯儀館出殯，途經加利谷廣播中心後移送光明山普覺禪寺火化。
2015年電視劇志在四方II大結局當中，亦有對黃文永致敬的劇情。剧中李南星饰演的林韬因不斷遭受打擊而想跳楼轻生，但在在楼前因为看到黄文永在2011年红星大奖得奖的画面，被黄一句“我不掉队，每天坚守自己的岗位”点醒，没有跳下去。而剧终出现“谨以此剧献给永远的电视阿哥黄文永，及所有默默耕耘的电视工作者”的字眼，也勾起观众对一代阿哥的怀念。

### 人气奖项
| 年份   | 頒獎典禮            | 獎項               | 結果 | 备注 |
| ------ | ------------------- | ------------------ | ---- | ---- |
| 1997年 | 第4届 红星大奖1997  | 十大最受歡迎男藝人 | 提名 |      |
| 1998年 | 第5届 红星大奖1998  | 十大最受歡迎男藝人 | 提名 |      |
| 1999年 | 第6届 红星大奖1999  | 十大最受歡迎男藝人 | 提名 |      |
| 2000年 | 第7届 红星大奖2000  | 十大最受歡迎男藝人 | 提名 |      |
| 2001年 | 第8届 紅星大獎2001  | 十大最受歡迎男藝人 | 提名 |      |
| 2002年 | 第9届 红星大奖2002  | 十大最受歡迎男藝人 | 提名 |      |
| 2003年 | 第10届红星大奖2003  | 十大最受歡迎男藝人 | 提名 |      |
| 2004年 | 第11届 红星大奖2004 | 十大最受歡迎男藝人 | 提名 |      |
| 2005年 | 第12届 红星大奖2005 | 十大最受歡迎男藝人 | 提名 |      |
| 2006年 | 第13届 红星大奖2006 | 十大最受歡迎男藝人 | 提名 |      |
| 2007年 | 第14届 红星大奖2007 | 十大最受歡迎男藝人 | 提名 |      |
| 2009年 | 第15届 红星大奖2009 | 十大最受歡迎男藝人 | 提名 |      |
| 2010年 | 第16届 红星大奖2010 | 十大最受歡迎男藝人 | 提名 |      |
| 2011年 | 第17届 红星大奖2011 | 十大最受歡迎男藝人 | 獲獎 |      |
| 2012年 | 第18届 红星大奖2012 | 十大最受歡迎男藝人 | 提名 |      |
| 2013年 | 第19届 红星大奖2013 | 十大最受歡迎男藝人 | 獲獎 |      |